# In the Days of Gold
In the Days of Gold è un cortometraggio muto del 1911 diretto da Hobart Bosworth e da F.E. Montgomery.

## Produzione
Il film fu prodotto da William Nicholas Selig per la sua compagnia, la Selig Polyscope Company.

## Distribuzione
Distribuito dalla General Film Company, il film - un cortometraggio di una bobina - uscì nelle sale cinematografiche statunitensi il 13 novembre 1911.